# Chemin de la Madrague-Ville
Le chemin de la Madrague-Ville est une voie marseillaise située dans les 2e et 15e arrondissements de Marseille. 

## Situation et accès
Elle va de l’avenue Roger-Salengro au chemin de Saint-Louis au Rove.

## Origine du nom
Son nom provient de la madrague, un port où se pratiquait la pêche au filet, mais seulement sur autorisation royale. Il existait deux madragues à Marseille : la madrague de la ville au nord, et la madrague de Montredon au sud. 

## Historique
Le chemin s'appelait auparavant « Chemin de la Calade » est classé dans la voirie de Marseille le 9 juillet 1959.

## Bâtiments remarquables et lieux de mémoire
- Au numéro 529, le Lycée Saint-Éxupéry érigé à la fin des années 1950, associé en 1968 à l'affaire Gabrielle Russier. Auparavant s'y trouvait le domaine de La Mirabelle, possédé par la famille Mirabeau depuis le XVe siècle. Il est ensuite acquis par la famille Consolat qui y construit le château Consolat, puis vendu à la ville durant l'entre-deux-guerres. L'emplacement est occupé par les troupes allemandes durant l'Occupation[1].
- Aux numéros 130 à 146 se trouve le Marché aux puces de Marseille[1].